# Gabinete Ribot II
O Gabinete Ribot II foi o ministério formado por Alexandre Ribot em 11 de janeiro de 1893 e dissolvido em 31 de março do mesmo ano. Foi o 31º gabinete da Terceira República Francesa, sendo antecedido pelo Gabinete Ribot I e sucedido pelo Gabinete Dupuy I.

## Contexto
Alexandre Ribot, reconduzido ao cargo pelo Presidente da República, Sadi Carnot, reformulou seu gabinete, decidindo pela demissão de Charles de Freycinet e Émile Loubet, que poderiam estar envolvidos no "Escândalo do Panamá". O segundo mandato de Ribot foi praticamente tomado pelo julgamento desse escândalo, que, com a exceção de um condenado, terminou com a impunidade total dos políticos envolvidos, o que ajudou a desacreditar o regime político francês.
Em março de 1893, durante a discussão do orçamento daquele ano, ainda em negociação devido a divergências com o Senado francês, o governo foi colocado em minoria. No dia seguinte, Ribot apresentou sua renúncia ao Presidente da República. Carnot, então, encarregou Jules Méline de formar um governo, e este aceitou a oferta, mas recusou dois dias depois devido às diversas dificuldades encontradas. Em seguida, Charles Dupuy foi nomeado Presidente do Conselho de Ministros, formando seu primeiro gabinete.

## Composição
- Presidente da República: Sadi Carnot
- Presidente do Conselho de Ministros: Alexandre Ribot
- Ministro dos Estrangeiros: Jules Develle
- Ministro da Justiça: Léon Bourgeois; Jules Develle; Léon Bourgeois
- Ministro do Interior: Alexandre Ribot
- Ministro da Guerra: Julien Loizillon
- Ministro das Finanças: Pierre Tirard
- Ministro da Marinha: Alexandre Ribot; Henri Rieunier
- Ministro da Instrução Pública, Belas Artes e Cultos: Charles Dupuy
- Ministro das Obras Públicas: Jules Viette
- Ministro da Agricultura: Albert Viger
- Ministro do Comércio, Indústria e Colônias: Jules Siegfried